# Archidiecezja Gaeta
Archidiecezja Gaeta – archidiecezja Kościoła rzymskokatolickiego we Włoszech, a dokładniej w południowej części Lacjum. Została erygowana jako diecezja w VIII wieku, w 1818 powiększyła się o terytorium zlikwidowanej diecezji Fondi. W 1848 papież Pius IX podniósł ją do rangi archidiecezji, jednak zachował jej przynależność do metropolii rzymskiej.